# 프랭크 페이

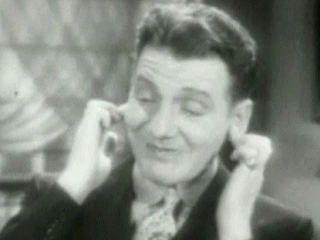

프랭크 페이(Frank Fay, 1891년 11월 17일 ~ 1961년 9월 25일)는 미국의 배우, 연극 배우, 영화배우이다.
샌프란시스코에서 태어났으며 샌타모니카에서 사망하였다.

## 영화
- 러브 네스트 (1951년)
- 데이 뉴 왓 데이 원티드 (1940년)
- 브라이트 라이츠 (1930년)
- 언더 어 텍사스 문 (1930년)
- 쇼 오브 쇼 (1929년)